# Melankolin (Dürer)
Melankolin, eller Melencolia I som konstnären själv angivit i bildens övre vänstra hörn, är ett kopparstick av den tyske renässanskonstnären Albrecht Dürer från 1514. 
Dürer fick en genomgripande betydelse för den grafiska utvecklingen. Hans verk omfattar cirka 340 träsnitt och 65 kopparstick. En höjdpunkt är de tre så kallade mästarsticken Riddaren, döden och djävulen, Hieronymus i studerkammaren och Melankolin. Även om de inte utgör en trilogi i strikt mening, är verken nära relaterade och kompletterar varandra. De motsvarar de tre typerna av dygd i medeltida skolastik – teologisk, intellektuell och moralisk.
Den bevingade och lagerkransprydde personifikationen för melankoli sitter omgiven av attribut och symboler som syftar på intellektuella sysselsättningar. I handen håller hon ett verktyg, och framför henne finns fler, som kan användas till konstnärligt skapande men även alkemi. Bakom henne avbildas geometriska figurer, en putto, balansvåg, timglas och magisk kvadrat. Bilden har tolkats som att den skildrar kreativa människans konflikt mellan skapande och vanmakt. Den hade troligen en djupt personlig innebörd för Dürer, som vid tiden för tillkomsten brottades med tvivel på existensen av objektiva lagar för det konstnärliga skapandet.
Melankolin vilar huvudet i sin vänstra hand. Edvard Munch uttrycker sinnesstämningen på samma sätt i Melankoli. 
Originaltitelns "I" är sannolikt en hänvisning till en inflytelserik avhandling, De occulta philosophia (ungefär "Om den hemliga filosofin", 1510), av Agrippa av Nettesheim. Där anges att kreativitet inom konsten tillhörde fantasins rike vilket ansågs vara det första och därmed stå lägre än förnuftets och det andliga riket.